# С-26
С-26 — советская дизель-электрическая торпедная подводная лодка серии IX-бис-2, тип С — «Средняя» времён Второй мировой войны. Построена в 1940—1947 годах, входила в состав Тихоокеанского флота, списана в 1958 году.

## История строительства
С-26 заложена 25 июня 1940 года на заводе № 112 «Красное Сормово» в Горьком под заводским номером 299. Спущена на воду 2 мая 1941 года. Начало Великой Отечественной войны С-26 встретила в достройке, была законсервирована. В 1945—1947 годах была достроена по проекту IX-бис-2, получив ряд усовершенствований. Осенью 1947 года была переведена в Полярный для прохождения испытаний. прибыла 13 ноября.

## История службы
30 ноября 1947 года С-26 вступила в строй, 21 декабря лодка вошла в состав Северного флота, зачислена в состав 5-го дивизиона Бригады подводных лодок Северного флота. Летом 1950 года прошла ремонт с подготовкой к межтеатровому переходу Северным морским путём.
В августе-сентябре 1950 года С-26 вместе с однотипными подводными лодками С-23 и С-25 в составе второй группы экспедиции особого назначения ЭОН-49 перешла Северным морским путём на Дальний Восток. 21 сентября 1950 года вошла в состав 7-го ВМФ, зачислена в состав 50-го дивизиона 3-й бригады подводных лодок Сахалинской военной флотилии, базировалась на Советскую Гавань. 17 апреля 1951 года передана 90-й бригаде подводных лодок с прежним местом базирования, а в августе передана 91-й бригаде и перебазирована в бухту Крашенинникова (Камчатка). С ноября 1952 по апрель 1953 года прошла текущий ремонт. С сентября 1953 года входила в 182-ю бригаду подводных лодок. К июню 1954 года прошла средний ремонт в Советской Гавани и вернулась на Камчатку. В 1956 году снова перебазирована в Советскую Гавань. 18 апреля 1958 года С-26 исключена из боевого состава и переоборудована в плавучую зарядовую станцию, переименована в ЗАС-16. С 1961 года использовалась как учебно-тренировочная станция, переименована в УТС-1.
Окончательно исключена из списков флота 5 февраля 1973 года, впоследствии была утилизирована.

## Командиры
- 1946—1947: А. И. Петелин;
- 1947—1948: В. А. Морозов;
- 1948—1950: Г. А. Никифоров;
- 1950—1952: В. Ф. Нечитайло;
- 1953—1957: К. Г. Применко.